# Linaria reflexa
Linaria reflexa är en grobladsväxtart som först beskrevs av Carl von Linné, och fick sitt nu gällande namn av René Louiche Desfontaines. Enligt Catalogue of Life ingår Linaria reflexa i släktet sporrar och familjen grobladsväxter, men enligt Dyntaxa är tillhörigheten istället släktet sporrar och familjen grobladsväxter. Arten har ej påträffats i Sverige.

## Underarter
Arten delas in i följande underarter:
- L. r. agglutinans
- L. r. brevicalcarata
- L. r. doumetii
- L. r. drummondiae
- L. r. puberula
- L. r. reflexa